# Nathane Cadorini Fabem
Nathane Cadorini Fabem (São Mateus, 8 de agosto de 1990), é uma futebolista brasileira que atua como atacante. Atualmente, atua no Santos.

## Carreira
Nathane começou a carreira jogando futsal em sua cidade natal antes de impressionar pelo time da Barra de São Francisco em torneio em Pindamonhangaba. Em seguida, ingressou no Iguaçu-MG, antes de se transferir para o Atlético Mineiro.
Pelas Vingadoras, foi campeã mineira em 2010.
Depois de retornar ao Iguaçu e ser o artilheira do Campeonato Mineiro de 2011 com 28 gols, Nathane ingressou na ASCOOP.
Posteriormente, jogou pelo Minas Brasília antes de retornar ao seu estado natal, onde representou o Comercial de Castelo. Pelo clube capixaba, foi artilheira da Copa Espírito Santo de 2013, com 18 gols.
Nathane venceu o Mineiro 2015 pelo Ipatinga, e posteriormente jogou pelo Projeto SELC antes de ser destaque do Iranduba-AM na temporada 2016, quando marcou quatro gols em sete jogos no Campeonato Brasileiro, além de ter dado uma assistência. Ainda em 2016, foi a primeira mulher a marcar um gol na Arena Amazônia, no empate por 2 a 2 do Iranduba contra o Corinthians.
No dia 3 de janeiro de 2017, Nathane assinou pelo Flamengo.
Após dois anos sendo pouco utilizada, ela se transferiu para a Ferroviária, onde conquistou o Campeonato Brasileiro - Série A1 de 2019 e foi a artilheira da Copa Libertadores de 2019 com nove gols.
Em janeiro de 2020, Nathane se transferiu para o Hwacheon KSPO da Coréia do Sul, mas teve que esperar até junho para estrear devido à pandemia de COVID-19.
Em novembro de 2020, retornou ao seu país de origem após ser anunciada no Grêmio.
Em 4 de janeiro de 2022, Nathane retornou ao Galo.
Para a temporada 2023, se mudou para o Bahia, onde foi a artilheira do clube no Campeonato Brasileiro, com sete gols em 15 jogos disputados e ainda três assistências, mas não evitou o rebaixamento do clube. Ao fim da temporada, foi a destaque no Tetracampeonato estadual Tricolor, onde marcou 9 gols, sendo um deles na primeira partida da final.
Em 12 de janeiro de 2024, Nathane fechou um acordo com o Botafogo.
Em 10 de setembro de 2024, assinou contrato com o Santos até dezembro de 2025.

## Títulos
Atlético Mineiro
- Campeonato Mineiro: 2010[2], 2022

Comercial
- Campeonato Capixaba: 2013, 2014

Ipatinga
- Campeonato Mineiro: 2015[4]

Flamengo
- Campeonato Carioca: 2017, 2018

Ferroviária
- Campeonato Brasileiro: 2019

Bahia
- Campeonato Baiano: 2023[17]

Botafogo
- Copa Rio: 2024

Santos
- Copa Paulista: 2024

Brazil (University)
- Summer Universiade: 2017

Individual
- Artilheira do Campeonato Mineiro: 2011 (28 gols)[2]
- Artilheira da Copa Espírito Santo: 2013 (18 gols)[3]
- Artilheira da Copa Libertadores: 2019 (9 gols)